# Leandra inaequidens
Leandra inaequidens är en tvåhjärtbladig växtart som först beskrevs av Ignatz Urban och Erik Leonard Ekman, och fick sitt nu gällande namn av Walter Stephen Judd och James Dan Skean. Leandra inaequidens ingår i släktet Leandra och familjen Melastomataceae. Inga underarter finns listade i Catalogue of Life.